# Purpuricenus dalmatinus
Purpuricenus dalmatinus es una especie de escarabajo longicornio del género Purpuricenus, tribu Trachyderini, familia Cerambycidae. Fue descrita científicamente por Sturm en 1843.
Se distribuye por Bosnia y Herzegovina, Bulgaria, Croacia, Egipto, Grecia, Italia, Jordania, Líbano, Macedonia, Palestina, República Árabe Siria, Eslovenia y Turquía. Mide 14-20 milímetros de longitud. El período de vuelo ocurre en los meses de abril, mayo, junio y julio. Parte de su dieta se compone de plantas de las familias Fagaceae, Rosaceae y Rhamnaceae.